# Antonio de Eslava
Antonio de Eslava (Sangüesa, Navarra, hacia 1570 - hacia 1640), narrador español del Siglo de Oro. Se le considera uno de los cultivadores de la novela corta española de los siglos XVI y XVII.

## Biografía
Poco es lo que se sabe sobre el escritor navarro. Su hermano Juan de Eslava era racionero de la Catedral de Valladolid. No se ha encontrado su partida de nacimiento, que se supone tuvo lugar hacia 1570, y sólo se le ve mencionado en una escritura censal de Sangüesa, conservada en el Archivo General de Navarra,  donde se dice: «a los cuatro días del año 1603, Antonio de Eslava, nuestro escribano y portero real, y Susana Francés, su mujer, vecinos de Sangüesa»
Era hombre curioso, amigo de los libros, que leía con avidez, según señala en la dedicatoria que prologa sus Noches de invierno:
He procurado siempre hablar con los muertos leyendo diversos libros de historias antiguas, pues ellos son testigos de los tiempos e imágenes de la vida.
En efecto, en esta obra hay muchas reminiscencias de los géneros narrativos más en boga por entonces.

## Obra
En 1604 publicó una novela de argumento caballeresco titulada Los amores de Milón de Aglante con Berta y el nacimiento de Roldán que tuvo tres ediciones, la citada de 1604, otra de 1609 y una última en Córdoba en 1626. Esta obra hoy desconocida es, sin embargo, para muchos autores un poema romancesco que pudiera haber sido una traducción libre del poema italiano Innamoramento di Milone d'Aglante é de Berta sorella del Re Carlo Magno por lo que cabe presumir que fue escrito en octava rima.
Pero su obra más conocida son las Noches de Invierno. Fue publicada en Pamplona bajo el título preciso de Parte primera del libro intitulado Noches de Invierno  por Carlos de Labayen, en 1609, el autor anuncia la salida de una segunda parte que de la cual nunca se llegó a tener noticia. El libro está dedicado a Miguel de Navarra y Mauleón, marqués de Cortes y señor de Rada y Traibuenas. Existe también una edición, que se puede consultar en línea en Google books (ejemplar del British Museum), que aparece en portada como impresa en Barcelona, en casa de Hieronymo Margarit y a su costa, el mismo año de 1609. Lleva aprobaciones en latín de Joan Vicente, por cuenta del Illmo. y Revmo. Matías Amell, canónigo de Barcelona y vicario general y oficial de su diócesis. La dedicatoria, que firma siempre el mismo Carlos de Labayen, está dirigida en esta emisión a Juan Jorge Fernández de Heredia, conde de Fuentes, señor de la casa y Baronía de Mora, gobernador de la Orden de Calatrava en el partido de Aragón y gentilhombre de Boca del Rey. 
Valiéndose tal vez del ejemplo que le ofrecía Gaspar Lucas Hidalgo en sus Diálogos del apacible entretenimiento (Barcelona, 1605), escribió narraciones emparentables con la novela cortesana e inspiradas en fuentes italianas que recogió en los once diálogos ambientados en Venecia que constituyen el libro. 
Los personajes son Leonardo, Fabricio, Silvio y Albanio, y más tarde se incorpora una dama, Camila, que defiende muy eruditamente la bondad de las mujeres frente a los ataques de algunos de sus contertulios. En estos diálogos se van entrelazando narraciones extensas con las más varias disquisiciones sobre filosofía moral, historia y ciencia natural, que sirven de distracción entre una y otra historia. Estas narraciones van desde los moldes genéricos de la novela bizantina y la novela morisca a la novela caballeresca y la novela pastoril. Entre las fuentes está I Reali di Francia, una popular obra compuesta en el tránsito entre los siglos XIV y XV, y Le prime impresse del Conte Orlando (1572) de Ludovico Dolce, traducida al castellano en 1594 y utilizada también por Lope de Vega para su comedia La mocedad de Roldán, escrita en 1604 pero impresa mucho más tarde.
La IV novela de la primera noche de las Noches de invierno sirvió de fuente a La Tempestad de William Shakespeare. Para Marcelino Menéndez Pelayo —que estudia la obra en su trabajo titulado Orígenes de la novela, vol. III, p. 188-212— admite la imitación directa. Sin embargo no tiene una buena opinión sobre su estilo, y le tilda de ser «uno de los autores más toscos y desaliñados en una época en que casi todo el mundo escribía bien, unos por estudio, otros por instinto». El modesto autor le daría la razón, pues en el primer prólogo habla de sus "toscos y mal limados diálogos" rumiados "en la oficina de su corto entendimiento" y en el segundo de "las punzosas espinas de mi tosca lengua". Menéndez Pelayo le reconoce, empero, que sus argumentos suelen ser interesantes y lo extrañamente remoto de algunas sus fuentes bibliográficas (por ejemplo, un flamenco Juan de Vespure del que no se tiene noticia alguna), circunstancias a las que debió su popularidad y su aprecio entre la gente de mayor lectura de su época. Lo cierto es que esa tosquedad es sólo aparente, ya que el texto está escrito influido por el dialecto navarro aragonés. Eslava se propuso escribir para «aliviar la pesadumbre de las noches holgando los oídos del lector con algunas preguntas de filosofía natural y moral, insertas en apacibles historias»
Es lo cierto que la obra fue un éxito en su época. Se tiene constancia de varias ediciones dentro y fuera de España. En el mismo año que la princeps pamplonica aparece en Barcelona la edición de Jerónimo Margarit en cuatro emisiones distintas (es decir, con la cooperación económica de cuatro libreros editores):
- una dedicada a Juan Jorge Fernández de Heredia, Conde de Fuentes, a costa de Miguel Manescal, edición que carece de parte de los preliminares de la princeps;
- otra igual «a costa de Sebastián de Cormellas, mercader de libros»;
- una tercera, «a costa de Luis Menescal»;
- la última costeada por el mismo impresor (probablemente una parte de la tirada que Margarit se reservaba para la venta en su propia librería).

Algunos autores menciona una edición de 1609 en Zaragoza por los ya mencionados en Barcelona, Jerónimo Margarit y a costa de Miguel Manescal, pero otros consideran que se trata de una catalogación bibliográfica dudosa.
Ya fuera de España:
- En 1610 apareció otra en Bruselas, hecha por Roger Velpio y Huberto Antonio, que parece haberse hecho sobre la princeps;
- Sobre esta edición existe una traducida al alemán en Viena, hecha por Mateo Drummer, en 1649, y otra en Núremberg, en 1683.
- Hay noticias de una edición parcial en francés, en 1777
- En inglés hay también una edición parcial de 1832, reeditado en 1880. Respecto de una de ellas fue el autor y traductor inglés Thomas Roscoe quién mostró el interés al incluir a Antonio de Eslava en su libro dedicado a Novelistas Españoles (1832, 3 vols) junto a otros autores clásicos como Don Juan Manuel, Cervantes o Quevedo[9] siendo un autor que no ha logrado llegar a nuestros días a un público más amplio, pero que «tampoco era un desconocido en el panorama literario del siglo XVII».[10]

La actuación de la censura hará que la obra desaparezca del panorama literario castellano, ya que en 1667 decide incluir la obra en el Index expurgatorias y la vuelve a incluir en 1747 en el Índice último de libros prohibidos. La sospecha de tener un fondo de inmoralidad en la temática, una actitud poco decorosa de los protagonistas y una ausencia de ejemplaridad y buenos consejos parecen estar entre las causas de tal censura. Opiniones que, apuntan algunos investigadores, se mantienen hasta el siglo XX.
Entre las reediciones críticas recientes destarcar:
- de Eslava, Antonio (1942).  Luis María González Palencia (ed. lit.), ed. Noches de invierno. Editorial Saeta. Versión incompleta y con algunas incorrecciones.[12]
- de Eslava, Antonio (1986).  Julia Barella Vigal (ed. lit.), ed. Noches de invierno (2ª edición). Gobierno de Navarra, Institución Príncipe de Viana. ISBN 84-235-0729-7.
- de Eslava, Antonio (2002). Noches de invierno. Biblioteca Básica Navarra (BBN) (36). Fundación Diario de Navarra. ISBN 9788485112951.
- de Eslava, Antonio (2014). Noches de invierno. Iberoamericana-Vervuert. ISBN 9788484897774.